# Musca clandestina
Musca clandestina är en tvåvingeart som först beskrevs av Rossi 1790.  Musca clandestina ingår i släktet Musca, ordningen tvåvingar, klassen egentliga insekter, fylumet leddjur och riket djur.
Artens utbredningsområde är Italien. Inga underarter finns listade i Catalogue of Life.